# Chuyện gì xảy ra với Thứ Hai
Chuyện gì xảy ra với Thứ Hai (hay còn gọi là Bảy Chị Em ở Canada, Pháp, Tây Ban Nha, Ý và một số nước khác; tựa tiếng Anh: What Happened to Monday) là phim khoa học viễn tưởng Mỹ được viết kịch bản bởi Max Botkin và Kerry Williamson, được đạo diễn bởi Tommy Wirkola cùng với diễn viên chính Noomi Rapace, Glenn Close, và Willem Dafoe. Netflix đã mua quyền phát sóng bộ phim trên ứng dụng xem phim trực tuyến của mình cho thị trường Hoa Kỳ và nhiều thị trường khác. Netflix đã phát hành phim vào ngày 18 tháng 8 năm 2017.

## Nội dung
Vào năm 2043, gia tăng dân số đã gây ra khủng hoảng toàn cầu, dẫn đến chính sách "một con" được ban hành bởi Cục Quản lý Trẻ Em. Nhiều đứa trẻ được sinh ra cùng một mẹ nhưng những đứa con sau sẽ được chọn để ngủ đông. Karen Settman mất sau khi hạ sinh bảy đứa con gái. Ông của chúng là Terrence đặt tên 7 đứa trẻ theo 7 ngày trong tuần, ông huấn luyện chúng trở thành một cá thể duy nhất dưới thân phận Karen Settman - được đặt theo tên của người mẹ đã mất, mỗi đứa trẻ chỉ được rời khỏi nhà vào 1 ngày duy nhất trong tuần theo tên của chúng. Để bảo vệ bí mật, Terrence dạy chúng cách chia sẻ thông tin mỗi ngày trong tuần. Bảy chị em chia sẻ chung một bộ trang điểm cùng tóc giả để che giấu thân phận.
Nhiều năm sau đó, vào năm 2073, khi Sunday đang trên đường trở về nhà từ chỗ làm, cô thấy đặc vụ của Cục Quản lý Trẻ Em đang dẫn giải những đứa trẻ về cục dẫn đến một cuộc biểu tình mạnh mẽ từ người dân. Bảy chị em cùng nhau xem đoạn băng và bàn luận về việc tự giao nộp mình cho Cục. Ngày kế tiếp, Monday chuẩn bị hóa trang thành Karen, trong khi lo lắng về bài thuyết trình của mình. Ở nơi nhận diện, nhân viên của Cục Quản lý Trẻ Em là Adrian Knowles đã tán tỉnh cô. Trong ngân hàng, Monday chạm mặt đồng nghiệp Jerry - người đang muốn thăng chức, ẩn ý về việc sẽ tống tiền cô.
Sau khi Monday không về nhà, Tuesday tiếp tục giả dạng thành Karen để xem chuyện gì đã xảy ra với Monday. Sau đó Tuesday biết được rằng Monday đã được thăng chức và sau đó đi uống rượu với Jerry. Trước khi điều tra sâu hơn, Tuesday bị đặc vụ của Cục dẫn tới một căn phòng của Cục bên trong đã có Nicolette Cayman là chủ tịch của Cục đang đợi sẵn. Cayman nói với Tuesday là bà biết về chị em của cô, Tuesday do quá sợ hãi đã ra điều kiện một khoản tiền lớn cho Cayman nhưng Cayman nói rằng Monday cũng đưa ra điều kiệu tương tự. Cayman phái đặc vụ đi truy sát các chị em còn lại.
Đặc vụ từ Cục sử dụng một con mắt để thâm nhập vào căn hộ nhà Settman. Thursday khống chế bọn chúng trong khi bọn chúng vay bắt các chị em còn lại. Họ cùng nhau giết các đặc vụ nhưng Sunday không may mất mạng. Sau khi biết được con mắt là của Tuesday, họ suy luận có thể tên đồng nghiệp Jerry ở ngân hàng đã bán đứng họ. Ngày kế tiếp, Wednesday rời khỏi nhà không hóa trang đến chỗ ở Jerry để chất vấn hắn. Jerry tiết lộ rằng "Karen" đã được thăng chức sau khi gửi cho Cayman hàng triệu Euro cho chiến dịch tranh cử của Cayman. Sau khi đặc vụ của Cục ám sát Jerry, Wednesday giết chết tất cả bọn họ và trốn thoát.
Trong khi những chị em khác giúp Wednesday trốn thoát khỏi sự truy sát của đặc vụ từ Cục, Adrian tới căn hộ để hỏi thăm "Karen". Thursday thuyết phục Saturday đi với Adrian, người có mối quan hệ với một trong bảy chị em. Giả vờ làm Karen, Saturday ngủ với Adrian sau khi đồng bộ hóa dây đeo tay, giúp Friday thâm nhập vào hệ thống quan sát của Cục. Họ tìm thấy người được cho là Monday đang bị giam giữ. Trong khi đó, đội đặc vụ dồn Wednesday vào đường cùng và giết cô. Sau khi Adrian rời khỏi căn hộ, đặc vụ kéo tới giết Saturday trong khi cô kể cho những người còn lại biết rằng chính Monday đang hẹn hò với Adrian. Biện hộ lý do rằng mình không thể nào tự sống sót với thế giới bên ngoài, Friday đã hi sinh để Thursday có cơ hội cứu Monday trong khi đội đặc vụ cùng với tên dẫn đầu là Joe đang tấn công căn hộ của họ.
Adrian nghe về vụ tai nạn và vội vã trở về căn hộ. Thursday bắt anh làm con tin và đổ hết trách nhiệm cho mất mát của mình. Adrian mới đầu khá hoang mang nhưng anh thừa nhận rằng anh rất yêu Monday sau khi nhận ra họ là chị em sinh bảy. Thursday thuyết phục Adrian giúp mình bằng cách nói rằng Monday vẫn còn sống. Adrian giúp Thursday lẻn vào trong Cục trong túi đựng xác. Trong lúc Thursday đợi để được hủy xác, một đứa trẻ đang tiến hành quy trình ngủ đông. Tuy nhiên, thay vì được ngủ đông, đứa trẻ lại bị tiêu diệt hoàn toàn và Thursday đã quay phim lại cảnh đó. Sau khi khống chế lính canh, Adrian và Thursday tiếp tục giải cứu Monday. Tuy nhiên họ lại nhận ra đó là Tuesday và rút ra kết luận rằng Monday chính là người đã bán đứng mọi người.
Sau khi vật lộn, Thursday bắn Monday và để mặc Monday tới chết. Trong khi Cayman dẫn chương trình gây quỹ của mình, Tuesday và Adrian chiếu đoạn phim mà Thursday đã quay được. Đám đông phẫn nộ với Cayman trong khi bà ta vẫn một mực khẳng định rằng mình chỉ làm điều mình nên làm và đúng đắn. Monday lẻn vào hội trường, nhưng Joe đã bắn cô vì nghĩ rằng cô dự định giết Cayman, Adrian bắn Joe lại một phát. Sau khi đám đông bỏ chạy tán loạn, Monday hấp hối và tiết lộ rằng cô đang mang thai và muốn Thursday hứa rằng sẽ không để đặc vụ ở Cục bắt bọn trẻ đi. Sau cuộc nổi dậy, Cục bị bãi bỏ và Cayman đối mặt án tử hình. Thursday, Adrian và Tuesday cùng nhau xem cặp sinh đôi của Monday đang được giữ trong tử cung nhân tạo. Tuesday đổi tên thành Terry trong khi Thursday đổi tên thành Karen xem như một cách tưởng nhớ.

## Diễn viên
- Noomi Rapace vai bảy chị em Settman – Monday, Tuesday, Wednesday, Thursday, Friday, Saturday, và Sunday
  - Clara Read vai bảy chị em Settman lúc nhỏ
- Willem Dafoe vai Terrence Settman
- Glenn Close vai Nicolette Cayman
- Marwan Kenzari vai Adrian Knowles
- Christian Rubeck vai Joe
- Pål Sverre Hagen vai Jerry
- Tomiwa Edun vai Eddie
- Cassie Clare vai Zaquia